# Pomponier
Pomponius (weibliche Form: Pomponia) ist der Familienname (nomen gentile) der römischen gens der Pomponii (deutsch: Pomponier). Der Name geht vermutlich auf einen alten italischen Vornamen Pompo zurück. Die Pomponii führten ihn auf einen Sohn des mythischen Königs Roms, Numa Pompilius, zurück.
Das plebeische Geschlecht trat historisch zuerst in der mittleren Republik im 3. Jahrhundert v. Chr. mit dem Zweig der Pomponii Mathones hervor. In der Kaiserzeit stellten mehrere Zweige der Familie wiederholt Konsuln. Daneben gab es in der gens auch einige literarisch tätige Personen; am bekanntesten ist Marcus Tullius Ciceros Freund Titus Pomponius Atticus.
Bekannte Träger des Namens (in chronologischer Folge):
- Marcus Pomponius Matho (Konsul 231 v. Chr.)
- Marcus Pomponius Matho (Prätor 217 v. Chr.)
- Titus Pomponius, Ritter und Offizier im Zweiten Punischen Krieg
- Marcus Pomponius Matho (Prätor 204 v. Chr.)
- Marcus Pomponius (Prätor 161 v. Chr.)
- Marcus Pomponius, Ritter und Freund des Gaius Gracchus, 2. Jahrhundert v. Chr.
- Lucius Pomponius (Pomponius Bononiensis), Verfasser von Lustspielen (atellane) zu Beginn des 1. Jahrhunderts v. Chr.
- Pomponius (Dichter), Schüler des Pacuvius, wohl Epigrammatiker im späten 2. Jahrhundert v. Chr.
- Gnaeus Pomponius, Volkstribun 90 v. Chr.
- Titus Pomponius Atticus (110 v. Chr.–32 v. Chr.), römischer Ritter
- Marcus Pomponius Dionysius, Freigelassener des Atticus
- Marcus Pomponius Bassulus, Dichter von Komödien im 1. oder 2. Jahrhundert
- Marcus Pomponius Porcellus, Grammatiker der frühen Kaiserzeit
- Gaius Pomponius Graecinus († 38), Suffektkonsul 16 n. Chr.
- Lucius Pomponius Flaccus, Konsul 17
- Pomponius Labeo († 34), Senator, Legat in Mösien
- Quintus Pomponius Secundus, Konsul 41
- Publius Pomponius Secundus, Senator, Feldherr und Dichter, Suffektkonsul 44
- Pomponius Mela, geografischer Schriftsteller des 1. Jahrhunderts n. Chr.
- Pomponia Graecina († nach 83), eines fremden Aberglaubens angeklagt
- Titus Pomponius Bassus, Suffektkonsul 94
- Quintus Pomponius Munatius Clodianus, Senator, Statthalter von Baetica Mitte des 3. Jahrhunderts
- Quintus Pomponius Rufus (Eques), römischer Offizier (Kaiserzeit)
- Quintus Pomponius Rufus (Konsul 95), römischer Suffektkonsul 95
- Quintus Pomponius Rufus Marcellus, römischer Suffektkonsul 121
- Quintus Pomponius Sanctianus, römischer Offizier (Kaiserzeit)
- Lucius Pomponius Maternus, Suffektkonsul 97
- Titus Pomponius Mamilianus Rufus Antistianus Funisulanus Vettonianus, Suffektkonsul 100
- Lucius Pomponius Bassus, Suffektkonsul 118
- Lucius Pomponius Silvanus, römischer Suffektkonsul 121
- Gaius Pomponius Alkastos, Spartaner und römischer Bürger zur Zeit Hadrians
- Titus Pomponius Antistianus Funisulanus Vettonianus, Suffektkonsul 121
- Titus Pomponius Mamilianus Rufus Antistianus Funisulanus Vettonianus, römischer Suffektkonsul 100
- Gaius Pomponius Camerinus, römischer Konsul 138
- Lucius Pomponius Bassus Cascus Scribonianus, Suffektkonsul zur Zeit Hadrians oder des Antoninus Pius
- Sextus Pomponius, Jurist in der Mitte des 2. Jahrhunderts
- Titus Pomponius Proculus Vitrasius Pollio, Suffektkonsul 151, ordentlicher Konsul 176
- Quintus Pomponius Musa, Suffektkonsul 158
- Gaius Pomponius Bassus Terentianus, Statthalter von Lykien und Pamphylien unter Commodus
- Pomponius Bassus (Konsul 211)
- Gaius Pomponius Cordius, Ritter, Statthalter von Kyrene in den 230er Jahren
- Pomponius Bassus (Konsul 271)
- Aulus Pomponius Augurinus Titus Prifernius Paetus, römischer Offizier (Kaiserzeit)

- Julius Pomponius Laetus (italienisch Giulio Pomponio Leto; 1428–1498), italienischer Humanist
- Pomponius Gauricus (1481/1482–~1530), italienischer Humanist und Kunsttheoretiker